# 南科克倫 (加利福尼亞州)
南科克倫（英語：South Corcoran）是位於美國加利福尼亞州金斯縣的一個非建制地區。該地的面積和人口皆未知。

## 地理
南科克倫的座標為36°05′28″N 119°33′14″W / 36.09111°N 119.55389°W，而該地的平均海拔高度為63米（即207英尺）。